# Сурхоб (приток Пянджа)
Сурхоб (тадж. Сурхоб; до 31 июля 2023 года — Кызылсу́; также — Шурабдара, Муллокони, Сафедсангоб, Шуробдарья, в среднем течении — Шуробруд) — правый приток реки Пяндж в Хатлонской области Таджикистана. По малому приустьевому участку проходит граница с афганистанской областью Тахар. Длина — 230 км, площадь водосборного бассейна — 8630 км².
Берёт начало в южных отрогах Вахшского хребта. Средний расход воды в 58 км от устья — 75 м³/с. В низовье принимает слева крупный приток — Яхсу.
Питание смешанное. Зимой не замерзает. Используется для орошения. Питает 14 водозаборных каналов.